# Alegação de insanidade mental
No processo penal, a alegação de insanidade mental é a defesa na qual alega-se que devido a questões relacionados à faculdade mental (doenças psiquiátricas ou deficiência mental), o réu não é responsável pelas suas ações.
A isenção do indivíduo considerado insano de punição criminal data desde o Código de Hammurabi. Existem pontos de vista divergentes em relação à defesa de um insano, e todos eles possuem os seus devidos méritos: alguns consideram a alegação de insanidade mental um argumento de defesa legítimo, outros percebem o insano como ausente de dolo e outros percebem a alegação apenas como uma desculpa.
Insanidade legal é um termo legal e não médico. Existem diferente definições de insanidade legal, como a definição de M'Naghten, a definição de Durham, a definição do Instituto Legal Americano e várias outras definições.
A alegação de insanidade mental é um recurso relativamente raro, porém foi observada sua ascensão desde quando países adotaram legislações específicas sobre o tema. A defesa por insanidade é encontrada na maioria das jurisdições que respeitam direitos humanos e possuem um estado de direito, apesar de que a extensão de que a defesa pode ser usada difere em diferentes jurisdições. Dependendo da jurisdição, quando acatada a alegação de insanidade mental, a pena pode ser atenuada ou até mesmo extinta.
A defesa por insanidade é baseada por avaliações feitas por profissionais forênsicos que buscam determinar se o réu é incapaz de legalmente distinguir entre o certo e o errado e também compreendia a natureza de suas ações durante a execução da ofensa. Algumas jurisdições requerem que a avaliação determine se o réu teve a capacidade de controlar seu comportamento durante a ofensa. O réu que declara insanidade pode ser acusado por "não culpado por razão de insanidade" ou "culpado mas mentalmente/insanamente doente" e dependendo do caso e da jurisdição, pode, caso, seja acatada a alegação, resultar que o réu seja sentenciado a cumprir pena em uma instituição psiquiátrica por um período indeterminado.
A alegação por insanidade mental pode ser empregada como defesa parcial a um assassino. Alguns países, como os Estados Unidos, a incapacidade de julgar o ocorrido, é também aceito como argumento de defesa no caso em que o réu está embriagado ou sob o efeito de drogas. Nestes casos, caso o argumento seja aceito, a pena pode ser atenuada ou a sentença pode ser mais leniente.
No Brasil, referências à alegação por insanidade mental são encontradas no Código de Processo Penal, Decreto-Lei nº 3.689, de 3 de outubro de 1941.